# Okręg wyborczy nr 39 do Sejmu Rzeczypospolitej Polskiej
Okręg wyborczy nr 39 do Sejmu Rzeczypospolitej Polskiej obejmuje obszar miasta na prawach powiatu Poznania i powiatu poznańskiego (województwo wielkopolskie). W obecnym kształcie został utworzony w 2001. Wybieranych jest w nim 10 posłów w systemie proporcjonalnym.
Siedzibą okręgowej komisji wyborczej jest Poznań.

## Wyniki wyborów
| Podział 10 mandatów: SLD–UP: 5 PO: 2 PiS: 2 LPR: 1 |

| Podział 10 mandatów: SLD: 1 PO: 5 PiS: 4 |

| Podział 10 mandatów: LiD: 1 PO: 7 PiS: 2 |

| Podział 10 mandatów: SLD: 1 RP: 1 PO: 6 PiS: 2 |

| Podział 10 mandatów: NRP: 2 PO: 5 PiS: 3 |

| Podział 10 mandatów: SLD: 2 KO: 5 PiS: 3 |

| Podział 10 mandatów: NL: 1 KO: 5 TD: 2 PiS: 2 |

## Reprezentanci okręgu
| Sejm | Rok  | Poseł KW                  | Poseł KW                                                  | Poseł KW                   | Poseł KW                         | Poseł KW                        | Poseł KW               | Poseł KW        | Poseł KW                 | Poseł KW                         | Poseł KW         | Poseł KW               | Poseł KW         | Poseł KW                  | Poseł KW           | Poseł KW          | Poseł KW        | Poseł KW          | Poseł KW         | Poseł KW | Poseł KW                |
| ---- | ---- | ------------------------- | --------------------------------------------------------- | -------------------------- | -------------------------------- | ------------------------------- | ---------------------- | --------------- | ------------------------ | -------------------------------- | ---------------- | ---------------------- | ---------------- | ------------------------- | ------------------ | ----------------- | --------------- | ----------------- | ---------------- | -------- | ----------------------- |
| IV   | 2001 |                           | K. Łybacka SLD–UP (2001) SLD (2005) LiD (2007) SLD (2011) |                            | W. Dzikowski PO (2001) KO (2019) |                                 | M. Libicki PiS         |                 | S. Pusz SLD–UP           |                                  | M. Giertych LPR  |                        | M. Stuligrosz PO |                           | A. Aumiller SLD–UP |                   | M. Stryjska PiS |                   | J. Nowiak SLD–UP |          | A. Górna-Kubacka SLD–UP |
| IV   | 2004 | A. Borucka-Cieślewicz PiS | K. Łybacka SLD–UP (2001) SLD (2005) LiD (2007) SLD (2011) | Z. Jacyna-Onyszkiewicz LPR | W. Dzikowski PO (2001) KO (2019) |                                 |                        |                 | S. Pusz SLD–UP           |                                  |                  |                        | M. Stuligrosz PO |                           | A. Aumiller SLD–UP |                   | M. Stryjska PiS |                   | J. Nowiak SLD–UP |          | A. Górna-Kubacka SLD–UP |
| V    | 2005 | J. Libicki PiS            | K. Łybacka SLD–UP (2001) SLD (2005) LiD (2007) SLD (2011) |                            | W. Dzikowski PO (2001) KO (2019) | J. Tomczak PiS (2005) PO (2011) |                        | A. Fiedler PO   |                          | T. Górski PiS                    |                  | M. Pasło-Wiśniewska PO | M. Stuligrosz PO |                           | D. Lipiński PO     |                   | M. Stryjska PiS |                   |                  |          |                         |
| VI   | 2007 |                           | K. Łybacka SLD–UP (2001) SLD (2005) LiD (2007) SLD (2011) | Z. Gilowska PiS            | W. Dzikowski PO (2001) KO (2019) | J. Tomczak PiS (2005) PO (2011) |                        | A. Fiedler PO   | A. Kozłowska-Rajewicz PO |                                  | B. Szydłowska PO | M. Zieliński PO        | M. Stuligrosz PO |                           | D. Lipiński PO     |                   |                 |                   |                  |          |                         |
| VI   | 2008 | J. Libicki PiS            | K. Łybacka SLD–UP (2001) SLD (2005) LiD (2007) SLD (2011) |                            | W. Dzikowski PO (2001) KO (2019) | J. Tomczak PiS (2005) PO (2011) |                        | A. Fiedler PO   | A. Kozłowska-Rajewicz PO |                                  | B. Szydłowska PO | M. Zieliński PO        | M. Stuligrosz PO |                           | D. Lipiński PO     |                   |                 |                   |                  |          |                         |
| VII  | 2011 |                           | K. Łybacka SLD–UP (2001) SLD (2005) LiD (2007) SLD (2011) | T. Dziuba PiS              | W. Dzikowski PO (2001) KO (2019) | J. Tomczak PiS (2005) PO (2011) |                        | A. Fiedler PO   | A. Kozłowska-Rajewicz PO | R. Grupiński PO (2011) KO (2019) | B. Szydłowska PO |                        | M. Banaszak RP   |                           | T. Górski PiS      |                   |                 |                   |                  |          |                         |
| VII  | 2014 | M. Niedbała SLD           | M. Stuligrosz PO                                          | T. Dziuba PiS              | W. Dzikowski PO (2001) KO (2019) | J. Tomczak PiS (2005) PO (2011) |                        | A. Fiedler PO   |                          | R. Grupiński PO (2011) KO (2019) | B. Szydłowska PO |                        | M. Banaszak RP   |                           | T. Górski PiS      |                   |                 |                   |                  |          |                         |
| VIII | 2015 |                           | J. Schmidt .N                                             | T. Dziuba PiS              | W. Dzikowski PO (2001) KO (2019) | J. Tomczak PiS (2005) PO (2011) | S. Ziółkowski PO       |                 | B. Wróblewski PiS        | R. Grupiński PO (2011) KO (2019) | B. Szydłowska PO |                        | M. Ruciński .N   | S. Szynkowski vel Sęk PiS |                    |                   |                 |                   |                  |          |                         |
| IX   | 2019 |                           | K. Ueberhan SLD (2019) NL (2023)                          |                            | W. Dzikowski PO (2001) KO (2019) | J. Emilewicz PiS                |                        | J. Jaśkowiak KO | B. Wróblewski PiS        | R. Grupiński PO (2011) KO (2019) |                  | A. Szłapka KO          |                  | S. Szynkowski vel Sęk PiS |                    | F. Sterczewski KO |                 | K. Kretkowska SLD |                  |          |                         |
| X    | 2023 |                           | K. Ueberhan SLD (2019) NL (2023)                          | M. Bosacki KO              |                                  | J. Tomczak TD                   | K. Kierzek-Koperska KO | B. Zawieja KO   | B. Wróblewski PiS        |                                  | E. Schädler TD   | A. Szłapka KO          |                  | S. Szynkowski vel Sęk PiS |                    | F. Sterczewski KO |                 |                   |                  |          |                         |

### Wybory parlamentarne 2001
| Komitet wyborczy                                      | Komitet wyborczy                              | Głosów  | %     | Mandaty | Wybrani posłowie                                                                   |
| ----------------------------------------------------- | --------------------------------------------- | ------- | ----- | ------- | ---------------------------------------------------------------------------------- |
|                                                       | KKW Sojusz Lewicy Demokratycznej – Unia Pracy | 134 906 | 41,99 | 5       | Krystyna Łybacka, Sylwia Pusz, Andrzej Aumiller, Joanna Nowiak, Anna Górna-Kubacka |
|                                                       | KWW Platforma Obywatelska                     | 65 198  | 20,29 | 2       | Waldy Dzikowski, Michał Stuligrosz                                                 |
|                                                       | Prawo i Sprawiedliwość                        | 41 162  | 12,81 | 2       | Marcin Libicki, Małgorzata Stryjska, Anna Borucka-Cieślewicz                       |
|                                                       | Liga Polskich Rodzin                          | 23 189  | 7,22  | 1       | Maciej Giertych, Zbigniew Jacyna-Onyszkiewicz                                      |
|                                                       | Samoobrona Rzeczpospolitej Polskiej           | 16 326  | 5,08  | –       |                                                                                    |
|                                                       | Unia Wolności                                 | 15 956  | 4,97  | –       |                                                                                    |
|                                                       | KKW Akcja Wyborcza Solidarność Prawicy        | 13 684  | 4,26  | –       |                                                                                    |
|                                                       | Polskie Stronnictwo Ludowe                    | 9584    | 2,98  | –       |                                                                                    |
|                                                       | Polska Unia Gospodarcza                       | 645     | 0,20  | –       |                                                                                    |
|                                                       | Alternatywa Ruch Społeczny                    | 616     | 0,19  | –       |                                                                                    |
| Frekwencja: 52,27% Źródło: Państwowa Komisja Wyborcza |                                               |         |       |         |                                                                                    |

Poniższa tabela przedstawia podział mandatów dla komitetów wyborczych na podstawie uzyskanych głosów, a następnie obliczonych ilorazów wyborczych na podstawie zmodyfikowanej metody Sainte-Laguë.
| Podział mandatów dla komitetów wyborczych na podstawie zmodyfikowanej metody Sainte-Laguë | Podział mandatów dla komitetów wyborczych na podstawie zmodyfikowanej metody Sainte-Laguë | Podział mandatów dla komitetów wyborczych na podstawie zmodyfikowanej metody Sainte-Laguë | Podział mandatów dla komitetów wyborczych na podstawie zmodyfikowanej metody Sainte-Laguë | Podział mandatów dla komitetów wyborczych na podstawie zmodyfikowanej metody Sainte-Laguë | Podział mandatów dla komitetów wyborczych na podstawie zmodyfikowanej metody Sainte-Laguë | Podział mandatów dla komitetów wyborczych na podstawie zmodyfikowanej metody Sainte-Laguë | Podział mandatów dla komitetów wyborczych na podstawie zmodyfikowanej metody Sainte-Laguë | Podział mandatów dla komitetów wyborczych na podstawie zmodyfikowanej metody Sainte-Laguë | Podział mandatów dla komitetów wyborczych na podstawie zmodyfikowanej metody Sainte-Laguë | Podział mandatów dla komitetów wyborczych na podstawie zmodyfikowanej metody Sainte-Laguë | Podział mandatów dla komitetów wyborczych na podstawie zmodyfikowanej metody Sainte-Laguë | Podział mandatów dla komitetów wyborczych na podstawie zmodyfikowanej metody Sainte-Laguë |
| Komitet wyborczy                                                                          | Komitet wyborczy                                                                          | Liczba głosów                                                                             | Iloraz wyborczy                                                                           | Iloraz wyborczy                                                                           | Iloraz wyborczy                                                                           | Iloraz wyborczy                                                                           | Iloraz wyborczy                                                                           | Iloraz wyborczy                                                                           | Iloraz wyborczy                                                                           | Iloraz wyborczy                                                                           | Mandaty                                                                                   | TP                                                                                        |
| Komitet wyborczy                                                                          | Komitet wyborczy                                                                          | Liczba głosów                                                                             | /1,4                                                                                      | /3                                                                                        | /5                                                                                        | /7                                                                                        | /9                                                                                        | /11                                                                                       | ...                                                                                       | /19                                                                                       | Mandaty                                                                                   | TP                                                                                        |
| ----------------------------------------------------------------------------------------- | ----------------------------------------------------------------------------------------- | ----------------------------------------------------------------------------------------- | ----------------------------------------------------------------------------------------- | ----------------------------------------------------------------------------------------- | ----------------------------------------------------------------------------------------- | ----------------------------------------------------------------------------------------- | ----------------------------------------------------------------------------------------- | ----------------------------------------------------------------------------------------- | ----------------------------------------------------------------------------------------- | ----------------------------------------------------------------------------------------- | ----------------------------------------------------------------------------------------- | ----------------------------------------------------------------------------------------- |
|                                                                                           | KKW Sojusz Lewicy Demokratycznej – Unia Pracy                                             | 134 906                                                                                   | 96 361                                                                                    | 44 969                                                                                    | 26 981                                                                                    | 19 272                                                                                    | 14 990                                                                                    | 12 264                                                                                    | ...                                                                                       | 7100                                                                                      | 5                                                                                         | 4,65                                                                                      |
|                                                                                           | KWW Platforma Obywatelska                                                                 | 65 198                                                                                    | 46 570                                                                                    | 21 733                                                                                    | 13 040                                                                                    | 9314                                                                                      | 7244                                                                                      | 5927                                                                                      | ...                                                                                       | 3431                                                                                      | 2                                                                                         | 2,25                                                                                      |
|                                                                                           | Prawo i Sprawiedliwość                                                                    | 41 162                                                                                    | 29 401                                                                                    | 13 721                                                                                    | 8232                                                                                      | 5880                                                                                      | 4574                                                                                      | 3742                                                                                      | ...                                                                                       | 2166                                                                                      | 2                                                                                         | 1,42                                                                                      |
|                                                                                           | Liga Polskich Rodzin                                                                      | 23 189                                                                                    | 16 564                                                                                    | 7730                                                                                      | 4638                                                                                      | 3313                                                                                      | 2577                                                                                      | 2108                                                                                      | ...                                                                                       | 1220                                                                                      | 1                                                                                         | 0,80                                                                                      |
|                                                                                           | Samoobrona Rzeczpospolitej Polskiej                                                       | 16 326                                                                                    | 11 661                                                                                    | 5442                                                                                      | 3265                                                                                      | 2332                                                                                      | 1814                                                                                      | 1484                                                                                      | ...                                                                                       | 859                                                                                       | 0                                                                                         | 0,56                                                                                      |
|                                                                                           | Polskie Stronnictwo Ludowe                                                                | 9584                                                                                      | 6846                                                                                      | 3195                                                                                      | 1917                                                                                      | 1369                                                                                      | 1065                                                                                      | 871                                                                                       | ...                                                                                       | 504                                                                                       | 0                                                                                         | 0,33                                                                                      |
| Ogółem                                                                                    | Ogółem                                                                                    | 290 365                                                                                   | —                                                                                         | —                                                                                         | —                                                                                         | —                                                                                         | —                                                                                         | —                                                                                         | —                                                                                         | —                                                                                         | 10                                                                                        | 10                                                                                        |

### Wybory parlamentarne 2005
| Komitet wyborczy                                      | Komitet wyborczy                        | Głosów  | %     | Mandaty | Wybrani posłowie                                                                             |
| ----------------------------------------------------- | --------------------------------------- | ------- | ----- | ------- | -------------------------------------------------------------------------------------------- |
|                                                       | Platforma Obywatelska RP                | 115 891 | 37,97 | 5       | Waldy Dzikowski, Michał Stuligrosz, Arkady Fiedler, Maria Pasło-Wiśniewska, Dariusz Lipiński |
|                                                       | Prawo i Sprawiedliwość                  | 77 985  | 25,55 | 4       | Jacek Tomczak, Jan Libicki, Małgorzata Stryjska, Tomasz Górski                               |
|                                                       | Sojusz Lewicy Demokratycznej            | 31 973  | 10,48 | 1       | Krystyna Łybacka                                                                             |
|                                                       | Samoobrona Rzeczpospolitej Polskiej     | 17 426  | 5,71  | –       |                                                                                              |
|                                                       | Socjaldemokracja Polska                 | 16 519  | 5,41  | –       |                                                                                              |
|                                                       | Liga Polskich Rodzin                    | 16 479  | 5,40  | –       |                                                                                              |
|                                                       | Partia Demokratyczna – demokraci.pl     | 11 377  | 3,73  | –       |                                                                                              |
|                                                       | Polskie Stronnictwo Ludowe              | 6269    | 2,05  | –       |                                                                                              |
|                                                       | Platforma Janusza Korwin-Mikke          | 5693    | 1,87  | –       |                                                                                              |
|                                                       | Polska Partia Pracy                     | 1969    | 0,65  | –       |                                                                                              |
|                                                       | Ruch Patriotyczny                       | 1606    | 0,53  | –       |                                                                                              |
|                                                       | KWW – Ogólnopolska Koalicja Obywatelska | 801     | 0,26  | –       |                                                                                              |
|                                                       | Centrum                                 | 673     | 0,22  | –       |                                                                                              |
|                                                       | Polska Partia Narodowa                  | 539     | 0,18  | –       |                                                                                              |
| Frekwencja: 47,23% Źródło: Państwowa Komisja Wyborcza |                                         |         |       |         |                                                                                              |

Poniższa tabela przedstawia podział mandatów dla komitetów wyborczych na podstawie uzyskanych głosów, a następnie obliczonych ilorazów wyborczych na podstawie metody D’Hondta.
| Podział mandatów dla komitetów wyborczych na podstawie metody D’Hondta | Podział mandatów dla komitetów wyborczych na podstawie metody D’Hondta | Podział mandatów dla komitetów wyborczych na podstawie metody D’Hondta | Podział mandatów dla komitetów wyborczych na podstawie metody D’Hondta | Podział mandatów dla komitetów wyborczych na podstawie metody D’Hondta | Podział mandatów dla komitetów wyborczych na podstawie metody D’Hondta | Podział mandatów dla komitetów wyborczych na podstawie metody D’Hondta | Podział mandatów dla komitetów wyborczych na podstawie metody D’Hondta | Podział mandatów dla komitetów wyborczych na podstawie metody D’Hondta | Podział mandatów dla komitetów wyborczych na podstawie metody D’Hondta | Podział mandatów dla komitetów wyborczych na podstawie metody D’Hondta | Podział mandatów dla komitetów wyborczych na podstawie metody D’Hondta | Podział mandatów dla komitetów wyborczych na podstawie metody D’Hondta |
| Komitet wyborczy                                                       | Komitet wyborczy                                                       | Liczba głosów                                                          | Iloraz wyborczy                                                        | Iloraz wyborczy                                                        | Iloraz wyborczy                                                        | Iloraz wyborczy                                                        | Iloraz wyborczy                                                        | Iloraz wyborczy                                                        | Iloraz wyborczy                                                        | Iloraz wyborczy                                                        | Mandaty                                                                | TP                                                                     |
| Komitet wyborczy                                                       | Komitet wyborczy                                                       | Liczba głosów                                                          | /1                                                                     | /2                                                                     | /3                                                                     | /4                                                                     | /5                                                                     | /6                                                                     | ...                                                                    | /10                                                                    | Mandaty                                                                | TP                                                                     |
| ---------------------------------------------------------------------- | ---------------------------------------------------------------------- | ---------------------------------------------------------------------- | ---------------------------------------------------------------------- | ---------------------------------------------------------------------- | ---------------------------------------------------------------------- | ---------------------------------------------------------------------- | ---------------------------------------------------------------------- | ---------------------------------------------------------------------- | ---------------------------------------------------------------------- | ---------------------------------------------------------------------- | ---------------------------------------------------------------------- | ---------------------------------------------------------------------- |
|                                                                        | Platforma Obywatelska RP                                               | 115 891                                                                | 115 891                                                                | 57 946                                                                 | 38 630                                                                 | 28 973                                                                 | 23 178                                                                 | 19 315                                                                 | ...                                                                    | 11 589                                                                 | 5                                                                      | 4,36                                                                   |
|                                                                        | Prawo i Sprawiedliwość                                                 | 77 985                                                                 | 77 985                                                                 | 38 993                                                                 | 25 995                                                                 | 19 496                                                                 | 15 597                                                                 | 12 998                                                                 | ...                                                                    | 7799                                                                   | 4                                                                      | 2,93                                                                   |
|                                                                        | Sojusz Lewicy Demokratycznej                                           | 31 973                                                                 | 31 973                                                                 | 15 987                                                                 | 10 658                                                                 | 7993                                                                   | 6395                                                                   | 5329                                                                   | ...                                                                    | 3197                                                                   | 1                                                                      | 1,20                                                                   |
|                                                                        | Samoobrona Rzeczpospolitej Polskiej                                    | 17 426                                                                 | 17 426                                                                 | 8713                                                                   | 5809                                                                   | 4357                                                                   | 3485                                                                   | 2904                                                                   | ...                                                                    | 1743                                                                   | 0                                                                      | 0,66                                                                   |
|                                                                        | Liga Polskich Rodzin                                                   | 16 479                                                                 | 16 479                                                                 | 8240                                                                   | 5493                                                                   | 4120                                                                   | 3296                                                                   | 2747                                                                   | ...                                                                    | 1648                                                                   | 0                                                                      | 0,62                                                                   |
|                                                                        | Polskie Stronnictwo Ludowe                                             | 6269                                                                   | 6269                                                                   | 3135                                                                   | 2090                                                                   | 1567                                                                   | 1254                                                                   | 1045                                                                   | ...                                                                    | 627                                                                    | 0                                                                      | 0,24                                                                   |
| Ogółem                                                                 | Ogółem                                                                 | 266 023                                                                | —                                                                      | —                                                                      | —                                                                      | —                                                                      | —                                                                      | —                                                                      | —                                                                      | —                                                                      | 10                                                                     | 10                                                                     |

### Wybory parlamentarne 2007
| Komitet wyborczy                                      | Komitet wyborczy                      | Głosów  | %     | Mandaty | Wybrani posłowie |
| ----------------------------------------------------- | ------------------------------------- | ------- | ----- | ------- | --- |
|                                                       | Platforma Obywatelska RP              | 262 322 | 58,60 | 7       | Waldy Dzikowski, Arkady Fiedler, Michał Stuligrosz, Dariusz Lipiński, Agnieszka Kozłowska-Rajewicz, Bożena Szydłowska, Marek Zieliński |
|                                                       | Prawo i Sprawiedliwość                | 94 187  | 21,04 | 2       | Zyta Gilowska, Jacek Tomczak, Jan Libicki                                                                                              |
|                                                       | KKW Lewica i Demokraci SLD+SDPL+PD+UP | 56 547  | 12,63 | 1       | Krystyna Łybacka |
|                                                       | Polskie Stronnictwo Ludowe            | 24 383  | 5,45  | –       | |
|                                                       | Liga Polskich Rodzin                  | 4439    | 0,99  | –       | |
|                                                       | Polska Partia Pracy                   | 3054    | 0,68  | –       | |
|                                                       | Samoobrona Rzeczpospolitej Polskiej   | 2684    | 0,60  | –       | |
| Frekwencja: 66,68% Źródło: Państwowa Komisja Wyborcza |                                       |         |       |         | |

Poniższa tabela przedstawia podział mandatów dla komitetów wyborczych na podstawie uzyskanych głosów, a następnie obliczonych ilorazów wyborczych na podstawie metody D’Hondta.
| Podział mandatów dla komitetów wyborczych na podstawie metody D’Hondta | Podział mandatów dla komitetów wyborczych na podstawie metody D’Hondta | Podział mandatów dla komitetów wyborczych na podstawie metody D’Hondta | Podział mandatów dla komitetów wyborczych na podstawie metody D’Hondta | Podział mandatów dla komitetów wyborczych na podstawie metody D’Hondta | Podział mandatów dla komitetów wyborczych na podstawie metody D’Hondta | Podział mandatów dla komitetów wyborczych na podstawie metody D’Hondta | Podział mandatów dla komitetów wyborczych na podstawie metody D’Hondta | Podział mandatów dla komitetów wyborczych na podstawie metody D’Hondta | Podział mandatów dla komitetów wyborczych na podstawie metody D’Hondta | Podział mandatów dla komitetów wyborczych na podstawie metody D’Hondta | Podział mandatów dla komitetów wyborczych na podstawie metody D’Hondta | Podział mandatów dla komitetów wyborczych na podstawie metody D’Hondta | Podział mandatów dla komitetów wyborczych na podstawie metody D’Hondta | Podział mandatów dla komitetów wyborczych na podstawie metody D’Hondta |
| Komitet wyborczy                                                       | Komitet wyborczy                                                       | Liczba głosów                                                          | Iloraz wyborczy                                                        | Iloraz wyborczy                                                        | Iloraz wyborczy                                                        | Iloraz wyborczy                                                        | Iloraz wyborczy                                                        | Iloraz wyborczy                                                        | Iloraz wyborczy                                                        | Iloraz wyborczy                                                        | Iloraz wyborczy                                                        | Iloraz wyborczy                                                        | Mandaty                                                                | TP                                                                     |
| Komitet wyborczy                                                       | Komitet wyborczy                                                       | Liczba głosów                                                          | /1                                                                     | /2                                                                     | /3                                                                     | /4                                                                     | /5                                                                     | /6                                                                     | /7                                                                     | /8                                                                     | /9                                                                     | /10                                                                    | Mandaty                                                                | TP                                                                     |
| ---------------------------------------------------------------------- | ---------------------------------------------------------------------- | ---------------------------------------------------------------------- | ---------------------------------------------------------------------- | ---------------------------------------------------------------------- | ---------------------------------------------------------------------- | ---------------------------------------------------------------------- | ---------------------------------------------------------------------- | ---------------------------------------------------------------------- | ---------------------------------------------------------------------- | ---------------------------------------------------------------------- | ---------------------------------------------------------------------- | ---------------------------------------------------------------------- | ---------------------------------------------------------------------- | ---------------------------------------------------------------------- |
|                                                                        | Platforma Obywatelska RP                                               | 262 322                                                                | 262 322                                                                | 131 161                                                                | 87 441                                                                 | 65 581                                                                 | 52 464                                                                 | 43 720                                                                 | 37 475                                                                 | 32 790                                                                 | 29 147                                                                 | 26 232                                                                 | 7                                                                      | 6,00                                                                   |
|                                                                        | Prawo i Sprawiedliwość                                                 | 94 187                                                                 | 94 187                                                                 | 47 094                                                                 | 31 395                                                                 | 23 547                                                                 | 18 837                                                                 | 15 698                                                                 | 13 455                                                                 | 11 773                                                                 | 10 465                                                                 | 9419                                                                   | 2                                                                      | 2,15                                                                   |
|                                                                        | KKW Lewica i Demokraci SLD+SDPL+PD+UP                                  | 56 547                                                                 | 56 547                                                                 | 28 274                                                                 | 18 849                                                                 | 14 137                                                                 | 11 309                                                                 | 9425                                                                   | 8078                                                                   | 7068                                                                   | 6283                                                                   | 5655                                                                   | 1                                                                      | 1,29                                                                   |
|                                                                        | Polskie Stronnictwo Ludowe                                             | 24 383                                                                 | 24 383                                                                 | 12 192                                                                 | 8128                                                                   | 6096                                                                   | 4877                                                                   | 4064                                                                   | 3483                                                                   | 3048                                                                   | 2709                                                                   | 2438                                                                   | 0                                                                      | 0,56                                                                   |
| Ogółem                                                                 | Ogółem                                                                 | 437 439                                                                | —                                                                      | —                                                                      | —                                                                      | —                                                                      | —                                                                      | —                                                                      | —                                                                      | —                                                                      | —                                                                      | —                                                                      | 10                                                                     | 10                                                                     |

### Wybory parlamentarne 2011
| Komitet wyborczy                                      | Komitet wyborczy                  | Głosów  | %     | Mandaty | Wybrani posłowie |
| ----------------------------------------------------- | --------------------------------- | ------- | ----- | ------- | --- |
|                                                       | Platforma Obywatelska RP          | 220 354 | 55,09 | 6       | Waldy Dzikowski, Rafał Grupiński, Agnieszka Kozłowska-Rajewicz, Arkady Fiedler, Jacek Tomczak, Bożena Szydłowska, Michał Stuligrosz |
|                                                       | Prawo i Sprawiedliwość            | 76 772  | 19,19 | 2       | Tadeusz Dziuba, Tomasz Górski |
|                                                       | Ruch Palikota                     | 46 750  | 11,69 | 1       | Maciej Banaszak |
|                                                       | Sojusz Lewicy Demokratycznej      | 33 764  | 8,44  | 1       | Krystyna Łybacka, Marek Niedbała |
|                                                       | Polskie Stronnictwo Ludowe        | 11 960  | 2,99  | –       | |
|                                                       | Polska Jest Najważniejsza         | 8387    | 2,10  | –       | |
|                                                       | Polska Partia Pracy – Sierpień 80 | 2010    | 0,50  | –       | |
| Frekwencja: 60,20% Źródło: Państwowa Komisja Wyborcza |                                   |         |       |         | |

Poniższa tabela przedstawia podział mandatów dla komitetów wyborczych na podstawie uzyskanych głosów, a następnie obliczonych ilorazów wyborczych na podstawie metody D’Hondta.
| Podział mandatów dla komitetów wyborczych na podstawie metody D’Hondta | Podział mandatów dla komitetów wyborczych na podstawie metody D’Hondta | Podział mandatów dla komitetów wyborczych na podstawie metody D’Hondta | Podział mandatów dla komitetów wyborczych na podstawie metody D’Hondta | Podział mandatów dla komitetów wyborczych na podstawie metody D’Hondta | Podział mandatów dla komitetów wyborczych na podstawie metody D’Hondta | Podział mandatów dla komitetów wyborczych na podstawie metody D’Hondta | Podział mandatów dla komitetów wyborczych na podstawie metody D’Hondta | Podział mandatów dla komitetów wyborczych na podstawie metody D’Hondta | Podział mandatów dla komitetów wyborczych na podstawie metody D’Hondta | Podział mandatów dla komitetów wyborczych na podstawie metody D’Hondta | Podział mandatów dla komitetów wyborczych na podstawie metody D’Hondta | Podział mandatów dla komitetów wyborczych na podstawie metody D’Hondta | Podział mandatów dla komitetów wyborczych na podstawie metody D’Hondta |
| Komitet wyborczy                                                       | Komitet wyborczy                                                       | Liczba głosów                                                          | Iloraz wyborczy                                                        | Iloraz wyborczy                                                        | Iloraz wyborczy                                                        | Iloraz wyborczy                                                        | Iloraz wyborczy                                                        | Iloraz wyborczy                                                        | Iloraz wyborczy                                                        | Iloraz wyborczy                                                        | Iloraz wyborczy                                                        | Mandaty                                                                | TP                                                                     |
| Komitet wyborczy                                                       | Komitet wyborczy                                                       | Liczba głosów                                                          | /1                                                                     | /2                                                                     | /3                                                                     | /4                                                                     | /5                                                                     | /6                                                                     | /7                                                                     | ...                                                                    | /10                                                                    | Mandaty                                                                | TP                                                                     |
| ---------------------------------------------------------------------- | ---------------------------------------------------------------------- | ---------------------------------------------------------------------- | ---------------------------------------------------------------------- | ---------------------------------------------------------------------- | ---------------------------------------------------------------------- | ---------------------------------------------------------------------- | ---------------------------------------------------------------------- | ---------------------------------------------------------------------- | ---------------------------------------------------------------------- | ---------------------------------------------------------------------- | ---------------------------------------------------------------------- | ---------------------------------------------------------------------- | ---------------------------------------------------------------------- |
|                                                                        | Platforma Obywatelska RP                                               | 220 354                                                                | 220 354                                                                | 110 177                                                                | 73 451                                                                 | 55 089                                                                 | 44 071                                                                 | 36 726                                                                 | 31 479                                                                 | ...                                                                    | 22 035                                                                 | 6                                                                      | 5,66                                                                   |
|                                                                        | Prawo i Sprawiedliwość                                                 | 76 772                                                                 | 76 772                                                                 | 38 386                                                                 | 25 591                                                                 | 19 193                                                                 | 15 354                                                                 | 12 975                                                                 | 10 967                                                                 | ...                                                                    | 7677                                                                   | 2                                                                      | 1,97                                                                   |
|                                                                        | Ruch Palikota                                                          | 46 750                                                                 | 46 750                                                                 | 23 375                                                                 | 15 583                                                                 | 11 688                                                                 | 9350                                                                   | 7792                                                                   | 6679                                                                   | ...                                                                    | 4675                                                                   | 1                                                                      | 1,20                                                                   |
|                                                                        | Sojusz Lewicy Demokratycznej                                           | 33 764                                                                 | 33 764                                                                 | 16 882                                                                 | 11 255                                                                 | 8441                                                                   | 6753                                                                   | 5627                                                                   | 4823                                                                   | ...                                                                    | 3376                                                                   | 1                                                                      | 0,87                                                                   |
|                                                                        | Polskie Stronnictwo Ludowe                                             | 11 960                                                                 | 11 960                                                                 | 5980                                                                   | 3987                                                                   | 2990                                                                   | 2392                                                                   | 1993                                                                   | 1709                                                                   | ...                                                                    | 1196                                                                   | 0                                                                      | 0,31                                                                   |
| Ogółem                                                                 | Ogółem                                                                 | 389 600                                                                | —                                                                      | —                                                                      | —                                                                      | —                                                                      | —                                                                      | —                                                                      | —                                                                      | —                                                                      | —                                                                      | 10                                                                     | 10                                                                     |

### Wybory parlamentarne 2015
| Komitet wyborczy                                      | Komitet wyborczy                             | Głosów  | %     | Mandaty | Wybrani posłowie                                                                      |
| ----------------------------------------------------- | -------------------------------------------- | ------- | ----- | ------- | ------------------------------------------------------------------------------------- |
|                                                       | Platforma Obywatelska RP                     | 146 141 | 35,65 | 5       | Szymon Ziółkowski, Rafał Grupiński, Waldy Dzikowski, Bożena Szydłowska, Jacek Tomczak |
|                                                       | Prawo i Sprawiedliwość                       | 97 975  | 23,90 | 3       | Tadeusz Dziuba, Bartłomiej Wróblewski, Szymon Szynkowski vel Sęk                      |
|                                                       | Nowoczesna Ryszarda Petru                    | 59 387  | 14,49 | 2       | Joanna Schmidt, Marek Ruciński                                                        |
|                                                       | KKW Zjednoczona Lewica SLD+TR+PPS+UP+Zieloni | 33 080  | 8,07  | –       |                                                                                       |
|                                                       | KWW Kukiz’15                                 | 24 825  | 6,06  | –       |                                                                                       |
|                                                       | KORWiN                                       | 19 548  | 4,77  | –       |                                                                                       |
|                                                       | Partia Razem                                 | 18 854  | 4,60  | –       |                                                                                       |
|                                                       | Polskie Stronnictwo Ludowe                   | 7809    | 1,91  | –       |                                                                                       |
|                                                       | KWW JOW Bezpartyjni                          | 2267    | 0,55  | –       |                                                                                       |
| Frekwencja: 60,23% Źródło: Państwowa Komisja Wyborcza |                                              |         |       |         |                                                                                       |

Poniższa tabela przedstawia podział mandatów dla komitetów wyborczych na podstawie uzyskanych głosów, a następnie obliczonych ilorazów wyborczych na podstawie metody D’Hondta.
| Podział mandatów dla komitetów wyborczych na podstawie metody D’Hondta | Podział mandatów dla komitetów wyborczych na podstawie metody D’Hondta | Podział mandatów dla komitetów wyborczych na podstawie metody D’Hondta | Podział mandatów dla komitetów wyborczych na podstawie metody D’Hondta | Podział mandatów dla komitetów wyborczych na podstawie metody D’Hondta | Podział mandatów dla komitetów wyborczych na podstawie metody D’Hondta | Podział mandatów dla komitetów wyborczych na podstawie metody D’Hondta | Podział mandatów dla komitetów wyborczych na podstawie metody D’Hondta | Podział mandatów dla komitetów wyborczych na podstawie metody D’Hondta | Podział mandatów dla komitetów wyborczych na podstawie metody D’Hondta | Podział mandatów dla komitetów wyborczych na podstawie metody D’Hondta | Podział mandatów dla komitetów wyborczych na podstawie metody D’Hondta | Podział mandatów dla komitetów wyborczych na podstawie metody D’Hondta |
| Komitet wyborczy                                                       | Komitet wyborczy                                                       | Liczba głosów                                                          | Iloraz wyborczy                                                        | Iloraz wyborczy                                                        | Iloraz wyborczy                                                        | Iloraz wyborczy                                                        | Iloraz wyborczy                                                        | Iloraz wyborczy                                                        | Iloraz wyborczy                                                        | Iloraz wyborczy                                                        | Mandaty                                                                | TP                                                                     |
| Komitet wyborczy                                                       | Komitet wyborczy                                                       | Liczba głosów                                                          | /1                                                                     | /2                                                                     | /3                                                                     | /4                                                                     | /5                                                                     | /6                                                                     | ...                                                                    | /10                                                                    | Mandaty                                                                | TP                                                                     |
| ---------------------------------------------------------------------- | ---------------------------------------------------------------------- | ---------------------------------------------------------------------- | ---------------------------------------------------------------------- | ---------------------------------------------------------------------- | ---------------------------------------------------------------------- | ---------------------------------------------------------------------- | ---------------------------------------------------------------------- | ---------------------------------------------------------------------- | ---------------------------------------------------------------------- | ---------------------------------------------------------------------- | ---------------------------------------------------------------------- | ---------------------------------------------------------------------- |
|                                                                        | Platforma Obywatelska RP                                               | 146 141                                                                | 146 141                                                                | 73 071                                                                 | 48 714                                                                 | 36 535                                                                 | 29 228                                                                 | 24 357                                                                 | ...                                                                    | 14 614                                                                 | 5                                                                      | 4,35                                                                   |
|                                                                        | Prawo i Sprawiedliwość                                                 | 97 975                                                                 | 97 975                                                                 | 48 988                                                                 | 32 658                                                                 | 24 494                                                                 | 19 595                                                                 | 16 329                                                                 | ...                                                                    | 9798                                                                   | 3                                                                      | 2,91                                                                   |
|                                                                        | Nowoczesna Ryszarda Petru                                              | 59 387                                                                 | 59 387                                                                 | 29 694                                                                 | 19 796                                                                 | 14 847                                                                 | 11 877                                                                 | 9898                                                                   | ...                                                                    | 5939                                                                   | 2                                                                      | 1,77                                                                   |
|                                                                        | KWW Kukiz’15                                                           | 24 825                                                                 | 24 825                                                                 | 12 413                                                                 | 8275                                                                   | 6206                                                                   | 4965                                                                   | 4138                                                                   | ...                                                                    | 2483                                                                   | 0                                                                      | 0,74                                                                   |
|                                                                        | Polskie Stronnictwo Ludowe                                             | 7809                                                                   | 7809                                                                   | 3905                                                                   | 2603                                                                   | 1952                                                                   | 1562                                                                   | 1302                                                                   | ...                                                                    | 781                                                                    | 0                                                                      | 0,23                                                                   |
| Ogółem                                                                 | Ogółem                                                                 | 336 137                                                                | —                                                                      | —                                                                      | —                                                                      | —                                                                      | —                                                                      | —                                                                      | —                                                                      | —                                                                      | 10                                                                     | 10                                                                     |

### Wybory parlamentarne 2019
| Komitet wyborczy                                      | Komitet wyborczy                           | Głosów  | %     | Mandaty | Wybrani posłowie                                                                         |
| ----------------------------------------------------- | ------------------------------------------ | ------- | ----- | ------- | ---------------------------------------------------------------------------------------- |
|                                                       | KKW Koalicja Obywatelska PO .N iPL Zieloni | 233 474 | 45,38 | 5       | Joanna Jaśkowiak, Adam Szłapka, Franciszek Sterczewski, Waldy Dzikowski, Rafał Grupiński |
|                                                       | Prawo i Sprawiedliwość                     | 130 319 | 25,33 | 3       | Jadwiga Emilewicz, Szymon Szynkowski vel Sęk, Bartłomiej Wróblewski                      |
|                                                       | Sojusz Lewicy Demokratycznej               | 84 835  | 16,49 | 2       | Katarzyna Ueberhan, Katarzyna Kretkowska                                                 |
|                                                       | Konfederacja Wolność i Niepodległość       | 34 024  | 6,61  | –       |                                                                                          |
|                                                       | Polskie Stronnictwo Ludowe                 | 31 875  | 6,20  | –       |                                                                                          |
| Frekwencja: 73,13% Źródło: Państwowa Komisja Wyborcza |                                            |         |       |         |                                                                                          |

Poniższa tabela przedstawia podział mandatów dla komitetów wyborczych na podstawie uzyskanych głosów, a następnie obliczonych ilorazów wyborczych na podstawie metody D’Hondta.
| Podział mandatów dla komitetów wyborczych na podstawie metody D’Hondta | Podział mandatów dla komitetów wyborczych na podstawie metody D’Hondta | Podział mandatów dla komitetów wyborczych na podstawie metody D’Hondta | Podział mandatów dla komitetów wyborczych na podstawie metody D’Hondta | Podział mandatów dla komitetów wyborczych na podstawie metody D’Hondta | Podział mandatów dla komitetów wyborczych na podstawie metody D’Hondta | Podział mandatów dla komitetów wyborczych na podstawie metody D’Hondta | Podział mandatów dla komitetów wyborczych na podstawie metody D’Hondta | Podział mandatów dla komitetów wyborczych na podstawie metody D’Hondta | Podział mandatów dla komitetów wyborczych na podstawie metody D’Hondta | Podział mandatów dla komitetów wyborczych na podstawie metody D’Hondta | Podział mandatów dla komitetów wyborczych na podstawie metody D’Hondta | Podział mandatów dla komitetów wyborczych na podstawie metody D’Hondta |
| Komitet wyborczy                                                       | Komitet wyborczy                                                       | Liczba głosów                                                          | Iloraz wyborczy                                                        | Iloraz wyborczy                                                        | Iloraz wyborczy                                                        | Iloraz wyborczy                                                        | Iloraz wyborczy                                                        | Iloraz wyborczy                                                        | Iloraz wyborczy                                                        | Iloraz wyborczy                                                        | Mandaty                                                                | TP                                                                     |
| Komitet wyborczy                                                       | Komitet wyborczy                                                       | Liczba głosów                                                          | /1                                                                     | /2                                                                     | /3                                                                     | /4                                                                     | /5                                                                     | /6                                                                     | ...                                                                    | /10                                                                    | Mandaty                                                                | TP                                                                     |
| ---------------------------------------------------------------------- | ---------------------------------------------------------------------- | ---------------------------------------------------------------------- | ---------------------------------------------------------------------- | ---------------------------------------------------------------------- | ---------------------------------------------------------------------- | ---------------------------------------------------------------------- | ---------------------------------------------------------------------- | ---------------------------------------------------------------------- | ---------------------------------------------------------------------- | ---------------------------------------------------------------------- | ---------------------------------------------------------------------- | ---------------------------------------------------------------------- |
|                                                                        | KKW Koalicja Obywatelska PO .N iPL Zieloni                             | 233 474                                                                | 233 474                                                                | 116 737                                                                | 77 825                                                                 | 58 369                                                                 | 46 695                                                                 | 38 912                                                                 | ...                                                                    | 23 347                                                                 | 5                                                                      | 4,54                                                                   |
|                                                                        | Prawo i Sprawiedliwość                                                 | 130 319                                                                | 130 319                                                                | 65 160                                                                 | 43 440                                                                 | 32 580                                                                 | 26 064                                                                 | 21 720                                                                 | ...                                                                    | 13 032                                                                 | 3                                                                      | 2,53                                                                   |
|                                                                        | Sojusz Lewicy Demokratycznej                                           | 84 835                                                                 | 84 835                                                                 | 42 418                                                                 | 28 278                                                                 | 21 209                                                                 | 16 967                                                                 | 14 139                                                                 | ...                                                                    | 8484                                                                   | 2                                                                      | 1,65                                                                   |
|                                                                        | Konfederacja Wolność i Niepodległość                                   | 34 024                                                                 | 34 024                                                                 | 17 012                                                                 | 11 341                                                                 | 8506                                                                   | 6805                                                                   | 5671                                                                   | ...                                                                    | 3402                                                                   | 0                                                                      | 0,66                                                                   |
|                                                                        | Polskie Stronnictwo Ludowe                                             | 31 875                                                                 | 31 875                                                                 | 15 938                                                                 | 10 625                                                                 | 7969                                                                   | 6375                                                                   | 5313                                                                   | ...                                                                    | 3188                                                                   | 0                                                                      | 0,62                                                                   |
| Ogółem                                                                 | Ogółem                                                                 | 514 527                                                                | —                                                                      | —                                                                      | —                                                                      | —                                                                      | —                                                                      | —                                                                      | —                                                                      | —                                                                      | 10                                                                     | 10                                                                     |

### Wybory parlamentarne 2023
| Komitet wyborczy                                      | Komitet wyborczy                                                           | Głosów  | %     | Mandaty | Wybrani posłowie                                                                                  |
| ----------------------------------------------------- | -------------------------------------------------------------------------- | ------- | ----- | ------- | ------------------------------------------------------------------------------------------------- |
|                                                       | KKW Koalicja Obywatelska PO .N iPL Zieloni                                 | 262 779 | 44,09 | 5       | Adam Szłapka, Marcin Bosacki, Katarzyna Kierzek-Koperska, Franciszek Sterczewski, Bartosz Zawieja |
|                                                       | Prawo i Sprawiedliwość                                                     | 116 666 | 19,57 | 2       | Szymon Szynkowski vel Sęk, Bartłomiej Wróblewski                                                  |
|                                                       | KKW Trzecia Droga Polska 2050 Szymona Hołowni – Polskie Stronnictwo Ludowe | 98 589  | 16,54 | 2       | Ewa Schädler, Jacek Tomczak                                                                       |
|                                                       | Nowa Lewica                                                                | 73 345  | 12,31 | 1       | Katarzyna Ueberhan                                                                                |
|                                                       | Konfederacja Wolność i Niepodległość                                       | 35 182  | 5,90  | –       |                                                                                                   |
|                                                       | Bezpartyjni Samorządowcy                                                   | 9477    | 1,59  | –       |                                                                                                   |
| Frekwencja: 83,36% Źródło: Państwowa Komisja Wyborcza |                                                                            |         |       |         |                                                                                                   |

Poniższa tabela przedstawia podział mandatów dla komitetów wyborczych na podstawie uzyskanych głosów, a następnie obliczonych ilorazów wyborczych na podstawie metody D’Hondta.
| Podział mandatów dla komitetów wyborczych na podstawie metody D’Hondta | Podział mandatów dla komitetów wyborczych na podstawie metody D’Hondta     | Podział mandatów dla komitetów wyborczych na podstawie metody D’Hondta | Podział mandatów dla komitetów wyborczych na podstawie metody D’Hondta | Podział mandatów dla komitetów wyborczych na podstawie metody D’Hondta | Podział mandatów dla komitetów wyborczych na podstawie metody D’Hondta | Podział mandatów dla komitetów wyborczych na podstawie metody D’Hondta | Podział mandatów dla komitetów wyborczych na podstawie metody D’Hondta | Podział mandatów dla komitetów wyborczych na podstawie metody D’Hondta | Podział mandatów dla komitetów wyborczych na podstawie metody D’Hondta | Podział mandatów dla komitetów wyborczych na podstawie metody D’Hondta | Podział mandatów dla komitetów wyborczych na podstawie metody D’Hondta | Podział mandatów dla komitetów wyborczych na podstawie metody D’Hondta |
| Komitet wyborczy                                                       | Komitet wyborczy                                                           | Liczba głosów                                                          | Iloraz wyborczy                                                        | Iloraz wyborczy                                                        | Iloraz wyborczy                                                        | Iloraz wyborczy                                                        | Iloraz wyborczy                                                        | Iloraz wyborczy                                                        | Iloraz wyborczy                                                        | Iloraz wyborczy                                                        | Mandaty                                                                | TP                                                                     |
| Komitet wyborczy                                                       | Komitet wyborczy                                                           | Liczba głosów                                                          | /1                                                                     | /2                                                                     | /3                                                                     | /4                                                                     | /5                                                                     | /6                                                                     | ...                                                                    | /10                                                                    | Mandaty                                                                | TP                                                                     |
| ---------------------------------------------------------------------- | -------------------------------------------------------------------------- | ---------------------------------------------------------------------- | ---------------------------------------------------------------------- | ---------------------------------------------------------------------- | ---------------------------------------------------------------------- | ---------------------------------------------------------------------- | ---------------------------------------------------------------------- | ---------------------------------------------------------------------- | ---------------------------------------------------------------------- | ---------------------------------------------------------------------- | ---------------------------------------------------------------------- | ---------------------------------------------------------------------- |
|                                                                        | KKW Koalicja Obywatelska PO .N iPL Zieloni                                 | 262 779                                                                | 262 779                                                                | 131 400                                                                | 87 600                                                                 | 65 700                                                                 | 52 560                                                                 | 43 800                                                                 | ...                                                                    | 26 280                                                                 | 5                                                                      | 4,48                                                                   |
|                                                                        | Prawo i Sprawiedliwość                                                     | 116 666                                                                | 116 666                                                                | 58 333                                                                 | 38 889                                                                 | 29 167                                                                 | 23 333                                                                 | 19 444                                                                 | ...                                                                    | 11 667                                                                 | 2                                                                      | 1,99                                                                   |
|                                                                        | KKW Trzecia Droga Polska 2050 Szymona Hołowni – Polskie Stronnictwo Ludowe | 98 589                                                                 | 98 589                                                                 | 49 295                                                                 | 32 863                                                                 | 24 647                                                                 | 19 718                                                                 | 16 432                                                                 | ...                                                                    | 9859                                                                   | 2                                                                      | 1,68                                                                   |
|                                                                        | Nowa Lewica                                                                | 73 345                                                                 | 73 345                                                                 | 36 673                                                                 | 24 448                                                                 | 18 336                                                                 | 14 669                                                                 | 12 224                                                                 | ...                                                                    | 7335                                                                   | 1                                                                      | 1,25                                                                   |
|                                                                        | Konfederacja Wolność i Niepodległość                                       | 35 182                                                                 | 35 182                                                                 | 17 591                                                                 | 11 727                                                                 | 8796                                                                   | 7036                                                                   | 5864                                                                   | ...                                                                    | 3518                                                                   | 0                                                                      | 0,60                                                                   |
| Ogółem                                                                 | Ogółem                                                                     | 586 581                                                                | —                                                                      | —                                                                      | —                                                                      | —                                                                      | —                                                                      | —                                                                      | —                                                                      | —                                                                      | 10                                                                     | 10                                                                     |